# Dubí
Dubí är en stad i Tjeckien.   Den ligger i regionen Ústí nad Labem, i den nordvästra delen av landet, 80 km nordväst om huvudstaden Prag. Dubí ligger 407 meter över havet och antalet invånare är 7 591.
Terrängen runt Dubí är kuperad åt nordväst, men åt sydost är den platt. Runt Dubí är det mycket tätbefolkat, med 1 517 invånare per kvadratkilometer. Närmaste större samhälle är Teplice, 5,7 km sydost om Dubí. Runt Dubí är det i huvudsak tätbebyggt.